# Adelphomyia otiosa
Adelphomyia otiosa är en tvåvingeart som först beskrevs av Alexander 1968.  Adelphomyia otiosa ingår i släktet Adelphomyia och familjen småharkrankar. Inga underarter finns listade i Catalogue of Life.